# Ermländische Zeitung
Die Ermländische Zeitung war eine Tageszeitung im ostpreußischen Braunsberg, die von 1871 bis 1941 erschien.

## Geschichte
Gründer und erster Redakteur war der katholische Geistliche Julius Pohl, der 1875 auch die Ermländische Zeitungs- und Verlagsdruckerei in Braunsberg ins Leben rief. Später wurde das Bistum Ermland Haupteigentümer von Verlag und Zeitung. Die Diözese hielt noch bis in die NS-Zeit hinein zwei Dritteln der Anteile. Die Zeitung galt als das „Sprachrohr des ermländischen Klerus“. Verlagsleitung und Redaktion lagen in den Händen von katholischen Geistlichen. Chefredakteur war von 1909 bis 1916 Georg Matern.
In der NS-Zeit wurden Zeitung und Verlag von der Nova Zeitungsverlags-GmbH übernommen. Bis 1937 wurde sie im Lohndruck durch die weiterhin bischöfliche Ermländische Druckerei hergestellt. Nach dem Druck der päpstlichen Enzyklika „Mit brennender Sorge“ vom 14. März 1937 wurde die Druckerei behördlich geschlossen. Nach provisorischem Druck in der Druckerei des Braunsberger Kreisblatts und des Königsberger Tageblatts konnte der Nova-Zeitungsverlag schließlich die Ermländische Zeitungs- und Verlagsdruckerei vom Staat käuflich erwerben.

## Beilagen
Von 1921 bis 1939 erschien zur Ermländischen Zeitung monatlich die von Franz Buchholz betreute historische Beilage Unsere Ermländische Heimat. Weitere Beilagen waren das St. Adalbertsblatt und der Ratgeber für Land- und Hauswirtschaft, Handel und Gewerbe.